# Pelayo

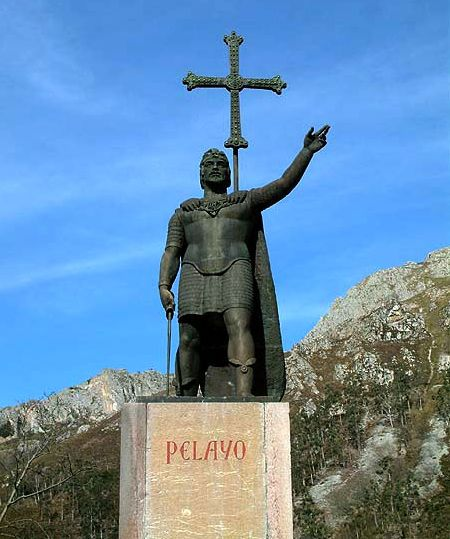
Standbild Pelayos in Covadonga, Asturien

Pelayo (portugiesisch: Pelágio; lateinisch: Pelagius; * um 685; † 737 in Cangas de Onís, Asturien) war der legendären Überlieferung nach der westgotische Gründer des Königreichs Asturien, des ersten christlichen Reiches, das auf der Iberischen Halbinsel nach der muslimischen Eroberung entstand. Von dort aus begann die Zurückeroberung durch die Christen (Reconquista).
Über die Herkunft Pelayos sowie die Vorgeschichte und den Verlauf seines Aufstands berichteten asturische Chroniken des 9. und 10. Jahrhunderts (Chronicon Albeldense, Redaktionen A und B der Chronik Alfons’ III.). Diese Quellen verherrlichten seine Taten, übertrieben sie und schmückten sie aus. Jan Prelog belegte 1980, dass diese Chroniken gefälscht waren.

## Herkunft und Leben im Westgotenreich
Pelayo – eigentlich: Pelagius – stammte, wie die späten Quellen behaupten, aus einer vornehmen, romanisierten westgotischen Familie des Militäradels. Sein Name war rein römisch (St. Pelagius war ein beliebter Soldatenheiliger) und belegt, wie sehr die westgotische Oberschicht mittlerweile mit der spätantiken Kultur verschmolzen war. Ein Bericht, wonach er sogar von königlicher Abstammung war, mag Erfindung sein, wie Ludwig Vones 1993 schrieb, doch ist zu beachten, dass viele westgotische Adlige unter ihren Vorfahren auch Angehörige einer der Königsfamilien hatten, so Yves Bonnaz.
Sein Vater hieß Fafila und trug den lateinischen Titel dux. Als der Sohn und künftige Nachfolger des Königs Egica (687–702), Witiza, noch unter der Herrschaft seines Vaters in Tui in Galicien residierte, erschlug er Fafila im Streit, wie das Chronicon Albeldense berichtet. Derselben Quelle zufolge verbannte Witiza später, als er König war, Pelayo aus der Hauptstadt Toledo „wegen der besagten Angelegenheit des Vaters“. Offenbar wollte er einer Rache Pelayos vorbeugen, zu der dieser Gelegenheit gehabt hätte, da er der königlichen Leibwache angehörte, die damals aus Aristokraten bestand. Als 710 nach dem Tode Witizas Roderich, der aus einem rivalisierenden Adelsgeschlecht stammte, zum König gewählt wurde, wurde Pelayo wieder Leibwächter (spatharius). Doch schon im Juli 711 starb Roderich in der Schlacht am Río Guadalete im Kampf gegen die muslimische Invasionsstreitmacht aus Berbern und Arabern, die in den folgenden Jahren die Iberische Halbinsel eroberte.

## Leben unter muslimischer Herrschaft
Pelayo begab sich nun nach Asturien, wo seine Familie anscheinend verwurzelt und angesehen war. Die folgenden Ereignisse lassen sich nicht mit Gewissheit rekonstruieren. Asturien wurde inzwischen von einem muslimischen Gouverneur namens Munuza regiert, in dessen Dienste Pelayo trat; wie andere westgotische Adlige jener Zeit arrangierte sich Pelayo demnach wohl zunächst mit den neuen Machthabern. Was im Folgenden geschah, ist unklar, da die Quellen auch in dieser Hinsicht von zweifelhaftem Wert sind. Es heißt in ihnen, Munuza habe die Schwester Pelayos heiraten wollen, wohl um durch eine solche Verbindung mit einem prominenten Geschlecht der Region sein Ansehen bei der Bevölkerung zu erhöhen. Als Pelayo diesem Vorhaben nicht zugestimmt habe, soll ihn Munuza nach Córdoba gesandt und die Heirat in seiner Abwesenheit vollzogen haben. Nach seiner Rückkehr wollte sich Pelayo dies, der Überlieferung zufolge, nicht gefallen lassen und plante einen Aufstand. Als die Muslime das merkten, wollten sie ihn verhaften, doch gelang ihm die Flucht.

## Aufstand

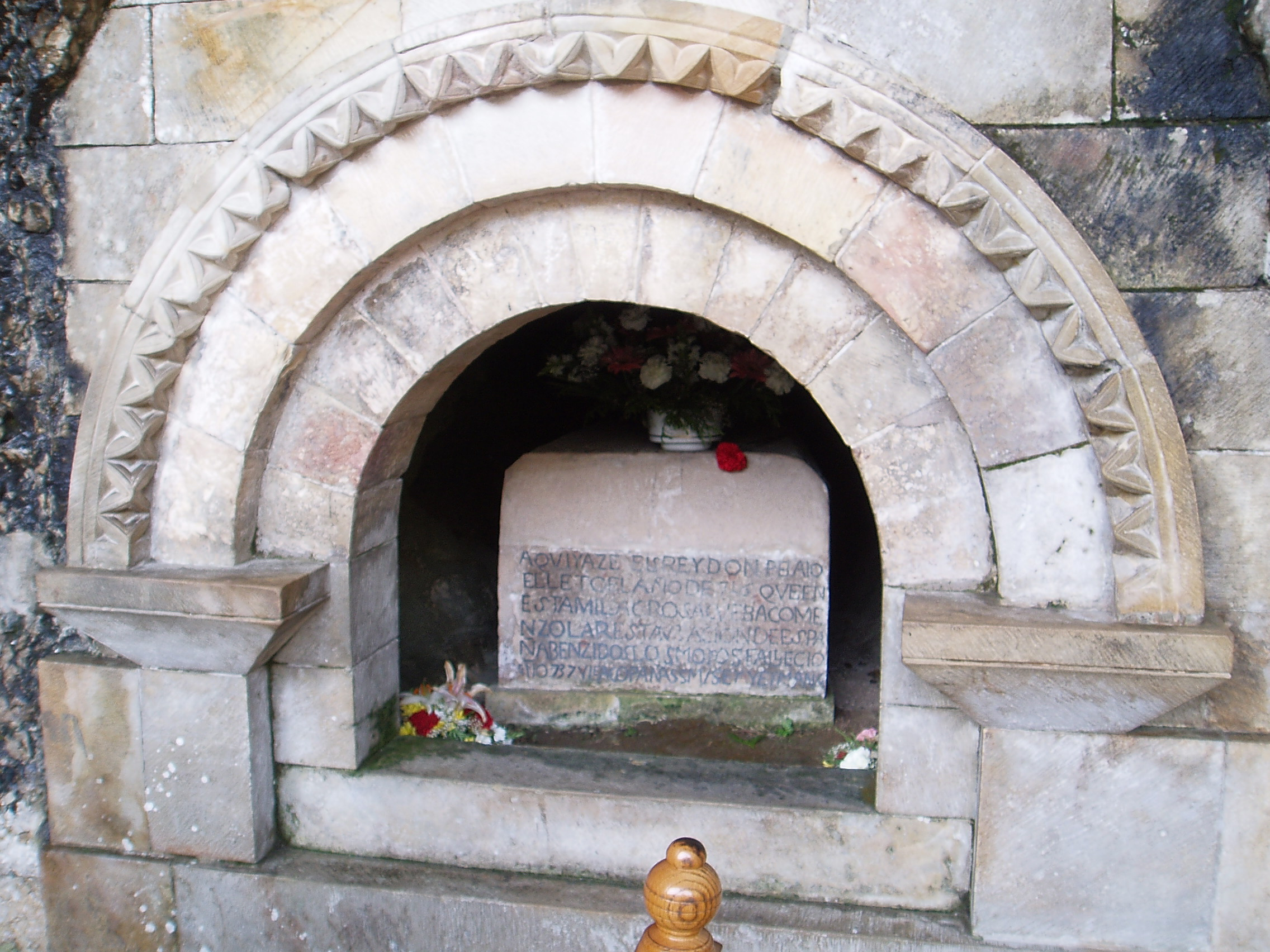
Das Grab des Pelayo im Schrein der Santa Cueva de Covadonga.

Pelayo versammelte seine Anhänger in einer entlegenen Berggegend Asturiens und ließ sich von ihnen im Jahre 718 entweder zum König (rex) oder „Fürsten“ (princeps) wählen. Anscheinend erst vier Jahre später, 722, unternahmen die Muslime einen ernsthaften Versuch, die Rebellion zu unterdrücken; es kam zur Schlacht von Covadonga, die zwar möglicherweise ein eher kleines Gefecht war, aber in der christlichen Überlieferung früh mit enormer symbolischer Bedeutung aufgeladen wurde. Covadonga ist eine Felsenhöhle am Fuß des Berges Auseba südöstlich von Cangas de Onís, wo sich eine spätantik-westgotische Felsenkirche befand.
Über den Verlauf des Kampfes gehen die Berichte der muslimischen und der christlichen Quellen allerdings weit auseinander. Der Chronik Alfons’ III. zufolge kamen in der Schlacht 124.000 und auf der anschließenden Flucht weitere 63.000 muslimische Soldaten ums Leben; bald darauf sei auch der Gouverneur Munuza, der nicht an der Schlacht teilgenommen habe, auf der Flucht getötet worden, und kein einziger Muslim sei nördlich der Pässe des Kantabrischen Gebirges am Leben geblieben. Die muslimischen Quellen hingegen berichten, die christliche Streitmacht habe aus 300 Kämpfern bestanden und sei belagert und fast völlig aufgerieben worden; Pelayo habe sich mit nur 30 Mann halten können. Diese unbedeutende Schar habe man entkommen lassen, da ihre Bekämpfung im Gebirge sich nicht zu lohnen schien. Beide Darstellungen, insbesondere aber die asturische mit ihren völlig unglaubwürdigen Zahlenangaben, sind laut Yves Bonnaz weit von der historischen Realität entfernt. Pelayo machte anschließend Cangas de Onís zu seiner Hauptstadt und dehnte von dort aus in den folgenden Jahren seinen Machtbereich schrittweise aus, ohne dass die Muslime ihn daran hindern konnten oder wollten.

## Familie
Pelayo hatte einen Sohn, Fafila, der sein Nachfolger wurde, und eine Tochter, Ermesinda, die einen seiner Kommandeure heiratete, der später König Alfons I. von Asturien wurde. Pelayos Gemahlin soll Gaudiosa geheißen haben, doch taucht ihr Name erst in späten Quellen von zweifelhafter Glaubwürdigkeit auf.

## Nachwirkung
Die christlichen Spanier machten Pelayo schon im Mittelalter zum Nationalhelden. Als adliger Westgote verkörperte er für sie die Kontinuität zwischen dem untergegangenen Westgotenreich und dem asturischen Reich, das er begründete und aus dem die christlichen Königreiche des Mittelalters hervorgingen. Die Auffassung, das asturische Reich sei eine Wiederherstellung des Westgotenreichs gewesen (Neogotismus), wurde schon im 9. Jahrhundert vom asturischen Hof propagiert. Die Frage, ob tatsächlich eine mehr oder weniger starke Kontinuität zwischen dem westgotischen und dem Reich Pelayos bestand oder ob im asturischen Reich erst spät eine künstliche, propagandistische Anknüpfung an westgotische Tradition erfolgte, ist in der Forschung umstritten.
Der Name Pelayos erfreute sich noch in jüngster Geschichte erheblicher Beliebtheit, um Kontinuitäten anzudeuten. Nach ihm wurde das 1887 von Stapel gelaufene spanische Linienschiff Pelayo benannt. Auch knüpfte die Jugendorganisation „Pelayos“, die auf der Seite der Franquisten im Spanischen Bürgerkrieg 1936–1939 eine Rolle spielte, allein durch die Namensgebung an die Reconquista- und die Westgotenideologie an.